# Bagnot
Bagnot est une commune française située dans le canton de Brazey-en-Plaine du département de la Côte-d'Or, en région Bourgogne-Franche-Comté.

## Géographie

### Localisation
Ce site  boisé est en bordure de la forêt de Cîteaux. Beaune est à 21 km et Dijon à 43 km. La commune est arrosée par le ruisseau la Sereine. Elle possède plusieurs étangs : le  Grand Étang, l'étang de Lochère. l'étang de Limonot, l'étang Pélotte.
|          | Broin                  |                            |
| Argilly  | Bagnot                 | Auvillars-sur-Saône Glanon |
| Montmain | Labergement-lès-Seurre | Pouilly-sur-Saône          |

### Climat
Pour des articles plus généraux, voir Climat de la Bourgogne-Franche-Comté et Climat de la Côte-d'Or.
En 2010, le climat de la commune est de type climat océanique dégradé des plaines du Centre et du Nord, selon une étude du Centre national de la recherche scientifique s'appuyant sur une série de données couvrant la période 1971-2000. En 2020, Météo-France publie une typologie des climats de la France métropolitaine dans laquelle la commune est dans une zone de transition entre le climat océanique altéré et le climat océanique altéré et est dans la région climatique  Bourgogne, vallée de la Saône, caractérisée par un bon ensoleillement (1 900 h/an), un été chaud (18,5 °C), un air sec au printemps et en été et des vents faibles. 
Pour la période 1971-2000, la température annuelle moyenne est de 10,9 °C, avec une amplitude thermique annuelle de 17,6 °C. Le cumul annuel moyen de précipitations est de 819 mm, avec 11,1 jours de précipitations en janvier et 7,3 jours en juillet. Pour la période 1991-2020, la température moyenne annuelle observée sur la station météorologique de Météo-France la plus proche, « Saint-Nic. Citeaux », sur la commune de Saint-Nicolas-lès-Cîteaux à 6 km à vol d'oiseau, est de 11,2 °C et le cumul annuel moyen de précipitations est de 813,8 mm,. Pour l'avenir, les paramètres climatiques de la commune estimés pour 2050 selon différents scénarios d'émission de gaz à effet de serre sont consultables sur un site dédié publié par Météo-France en novembre 2022.

## Urbanisme

### Typologie
Au 1er janvier 2024, Bagnot est catégorisée commune rurale à habitat dispersé, selon la nouvelle grille communale de densité à 7 niveaux définie par l'Insee en 2022.
Elle est située hors unité urbaine. Par ailleurs la commune fait partie de l'aire d'attraction de Beaune, dont elle est une commune de la couronne,. Cette aire, qui regroupe 64 communes, est catégorisée dans les aires de 50 000 à moins de 200 000 habitants,.

### Occupation des sols
L'occupation des sols de la commune, telle qu'elle ressort de la base de données européenne d’occupation biophysique des sols Corine Land Cover (CLC), est marquée par l'importance des forêts et milieux semi-naturels (56,1 % en 2018), une proportion identique à celle de 1990 (56,1 %). La répartition détaillée en 2018 est la suivante : forêts (55,9 %), terres arables (29,1 %), prairies (8 %), zones agricoles hétérogènes (6,8 %), milieux à végétation arbustive et/ou herbacée (0,1 %). L'évolution de l’occupation des sols de la commune et de ses infrastructures peut être observée sur les différentes représentations cartographiques du territoire : la carte de Cassini (XVIIIe siècle), la carte d'état-major (1820-1866) et les cartes ou photos aériennes de l'IGN pour la période actuelle (1950 à aujourd'hui).

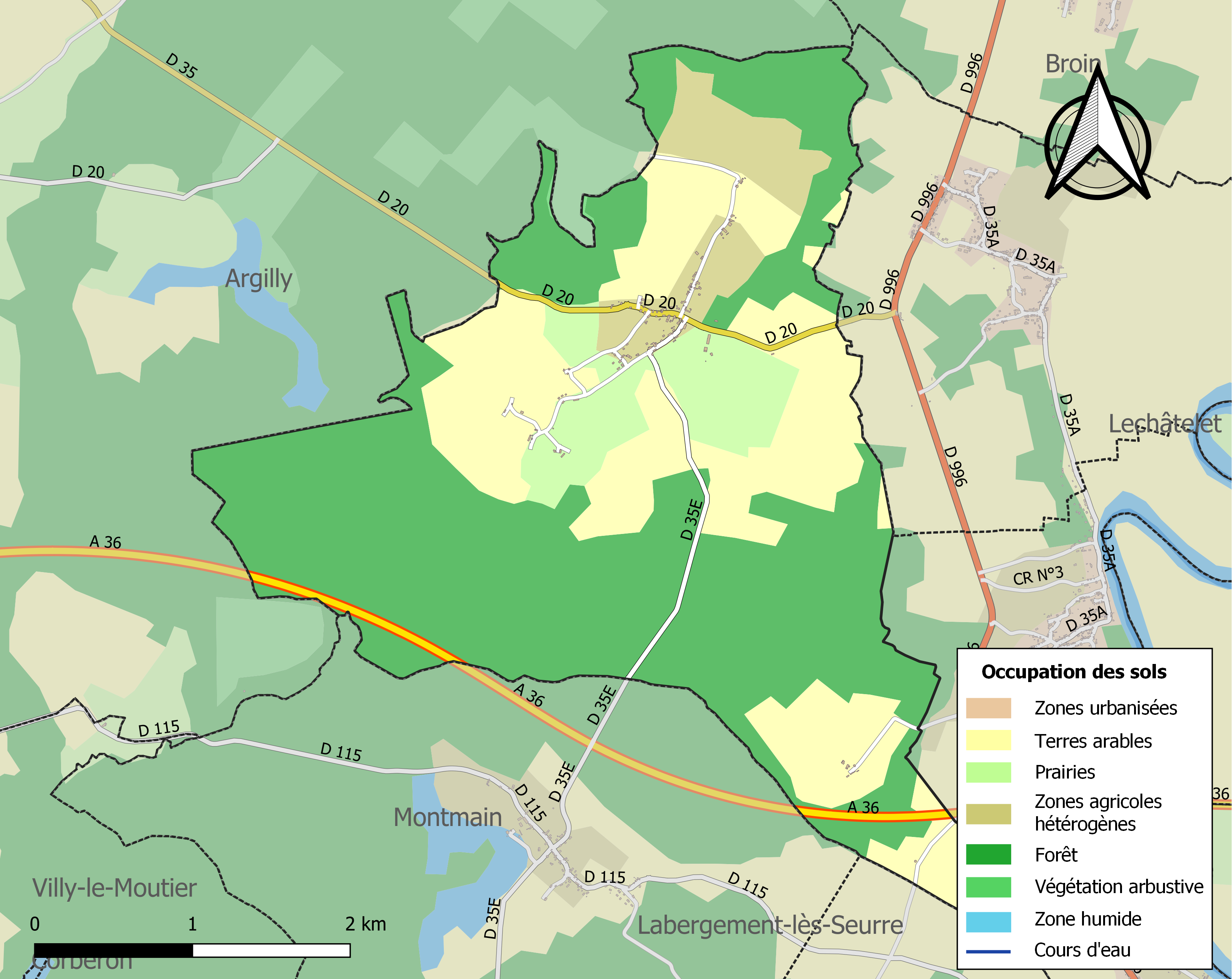
Carte des infrastructures et de l'occupation des sols de la commune en 2018 (CLC).

## Toponymie
Le nom de la commune provient du latin balneum (bains) qui peut désigner des thermes de la période gallo-romaine ou un endroit où les gens venaient se baigner. Au cours des siècles son nom devient Banous (1190), Beignos (1238), Baigno (1393), Baignot (1574), Bagno (1657).

## Histoire
Baignot serait devenue seigneurie du duc de Bourgogne au XIIIe siècle. À la révolution Bagnot dépend de la province de Bourgogne et du bailliage des Nuits.

## Politique et administration

### Liste des maires
| Période                                  | Période                  | Identité              | Étiquette | Qualité |
| ---------------------------------------- | ------------------------ | --------------------- | --------- | ------- |
| avant 1995                               | 2001                     | Henri Lavoyer         | DVD       |         |
| mars 2001                                | En cours (au 20/05/2023) | Mary-Claude Thurillat |           |         |
| Les données manquantes sont à compléter. |                          |                       |           |         |

## Population et société

### Démographie
L'évolution du nombre d'habitants est connue à travers les recensements de la population effectués dans la commune depuis 1793. Pour les communes de moins de 10 000 habitants, une enquête de recensement portant sur toute la population est réalisée tous les cinq ans, les populations de référence des années intermédiaires étant quant à elles estimées par interpolation ou extrapolation. Pour la commune, le premier recensement exhaustif entrant dans le cadre du nouveau dispositif a été réalisé en 2008.

En 2022, la commune comptait 156 habitants, en évolution de −2,5 % par rapport à 2016 (Côte-d'Or : +0,82 %, France hors Mayotte : +2,11 %).
| 1793 | 1800 | 1806 | 1821 | 1831 | 1836 | 1841 | 1846 | 1851 |
| ---- | ---- | ---- | ---- | ---- | ---- | ---- | ---- | ---- |
| 322  | 325  | 385  | 325  | 365  | 362  | 345  | 353  | 339  |

| 1856 | 1861 | 1866 | 1872 | 1876 | 1881 | 1886 | 1891 | 1896 |
| ---- | ---- | ---- | ---- | ---- | ---- | ---- | ---- | ---- |
| 337  | 301  | 304  | 277  | 265  | 250  | 244  | 252  | 250  |

| 1901 | 1906 | 1911 | 1921 | 1926 | 1931 | 1936 | 1946 | 1954 |
| ---- | ---- | ---- | ---- | ---- | ---- | ---- | ---- | ---- |
| 261  | 229  | 201  | 175  | 178  | 141  | 143  | 144  | 134  |

| 1962 | 1968 | 1975 | 1982 | 1990 | 1999 | 2006 | 2008 | 2013 |
| ---- | ---- | ---- | ---- | ---- | ---- | ---- | ---- | ---- |
| 120  | 120  | 118  | 147  | 133  | 124  | 126  | 127  | 160  |

| 2018 | 2022 | - | - | - | - | - | - | - |
| ---- | ---- | - | - | - | - | - | - | - |
| 161  | 156  | - | - | - | - | - | - | - |

### Enseignement
La commune possède une école élementaire publique.

## Culture locale et patrimoine

### Lieux et monuments

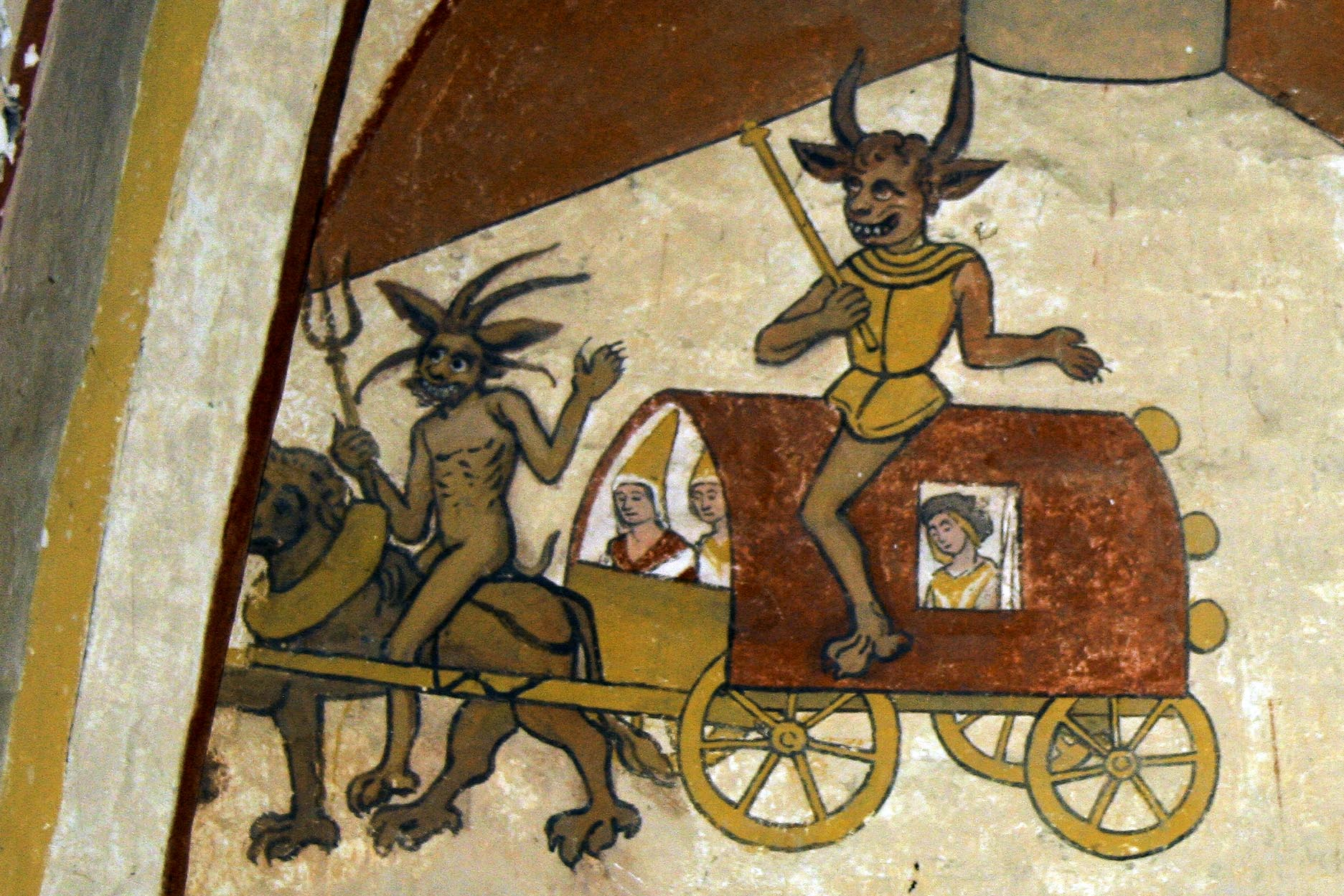
Diables, peinture murale, détail, les diables emportant les damnés.

- L'église de la Nativité est un édifice roman, des XIIe et XIIIe siècles, remanié postérieurement. Elle est ornée de peintures murales du XVe siècle (elles sont datées de 1484), sur le thème du Jugement dernier, découvertes en 1862. On y voit notamment les Diables de Bagnot qui ont rendu célèbre cette église. Les murs et les voûtes du chœur représentent des scènes de l'Histoire sainte : Annonciation, saints, évangélistes, et donateurs. L'arc dans le chœur est orné d'un calendrier représentant les douze mois de l'année par des scènes de la vie quotidienne. Les peintures murales sont classées monuments historiques par arrêté du 1er août 1902[20], le chœur l'est par arrêté du 18 mai 1908 et la nef est inscrite par arrêté du 6 juillet 2001.
- Colombier rond de l'ancien château, ce dernier était le rendez-vous de chasse des ducs de Bourgogne, reconstruit au XVIIIe, puis détruit en grande partie au début du XXe siècle.
- Maisons à pans de bois, anciennes fermes, ancien presbytère.